# 拉沙佩勒德马赖
拉沙佩勒德马赖（法語：La Chapelle-des-Marais，法語發音：[la ʃapɛl de maʁɛ] ⓘ），法国大西洋卢瓦尔省的一个市镇，位于该省西北部，属于圣纳泽尔区，其市镇面积为18.05平方公里，2022年1月1日时人口数量为4,424人。
拉沙佩勒德马赖是圣纳泽尔河口城市圈公共社区的组成部分，位于布里耶尔自然保护区腹地。

## 地名
“拉沙佩勒”（La Chapelle）意为“小圣堂”，而“德马赖”（des-Marais）意为“沼泽的”。缩合冠词“des”发音为[de]，在《法汉译音表》中对应“代”字，但其仅在“圣莫代福塞”（Saint-Maur-des-Fossés）等少数地名中译作“代”，《世界地名翻译大辞典》、《世界地名译名词典》和《法国地图册》等主流地名译名类书籍资料中多译作“德”。

## 行政
拉沙佩勒德马赖的邮政编码为44410，INSEE市镇编码为44030。

## 地理

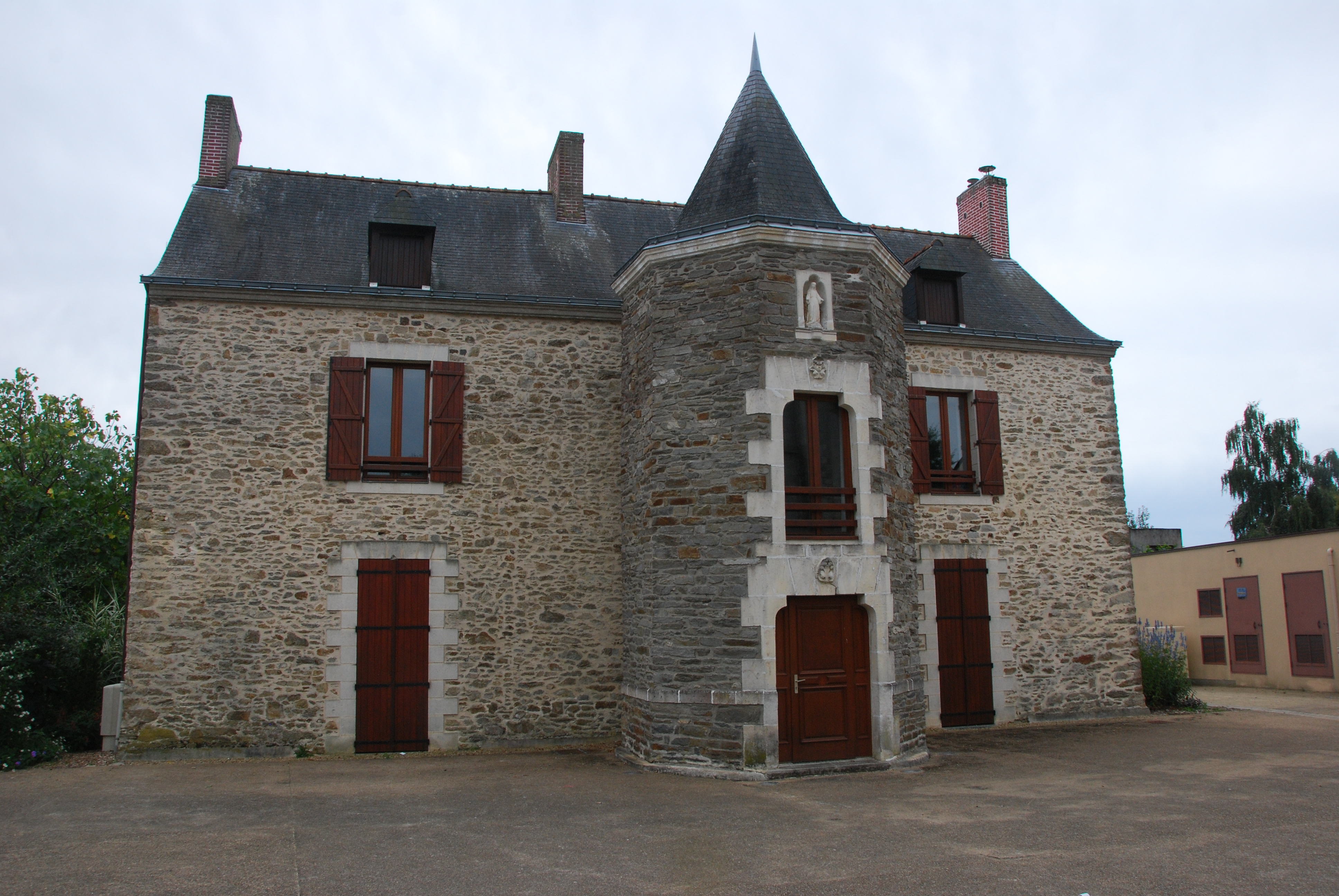
拉沙佩勒德马赖多媒体中心

拉沙佩勒德马赖（47°26'50"N, 2°14'30"W）位于法国西北部，卢瓦尔河地区大区西部和大西洋卢瓦尔省西北部，距离省会南特大约62公里。
与拉沙佩勒德马赖接壤的市镇包括：埃比尼亚克、米西亚克、圣若阿基姆、布列塔尼地区圣雷娜。
拉沙佩勒德马赖境内地势平坦，海拔在0至11米之间。
按照柯本气候分类法，拉沙佩勒德马赖属于较为典型的温带海洋性气候，全年温差较小，降水分布均匀。

## 历史
拉沙佩勒德马赖历史上长期为普通乡村，工业革命后逐渐形成集镇。

## 交通
大西洋卢瓦尔省省道D2线、D33线、D50线和D51线等经过拉沙佩勒德马赖境内，有城市公交线路可连接盖朗德。

## 人口
| 年份   | 1936  | 1946  | 1954  | 1962  | 1968  | 1975  | 1982  | 1990  | 1999  | 2004  | 2009  | 2014  | 2017  |
| ------ | ----- | ----- | ----- | ----- | ----- | ----- | ----- | ----- | ----- | ----- | ----- | ----- | ----- |
| 人口數 | 2 079 | 2 285 | 2 295 | 2 476 | 2 550 | 2 767 | 3 037 | 3 206 | 2 952 | 3 140 | 3 671 | 4 028 | 4 185 |